# Paul Gray
 Der er for få eller ingen kildehenvisninger i denne artikel, hvilket er et problem. Du kan hjælpe ved at angive troværdige kilder til de påstande, som fremføres i artiklen.

Paul Dedrick Gray (født 8. april 1972 – død 24. maj 2010) var bassist i det amerikanske nu-metal band Slipknot fra bandets dannelse i 1995. Udover at være bassist, sang han også kor i nogen af sangene som "Spit it Out" og "Disasterpiece", hovedsagligt som afløser for Corey Taylor.
Paul Gray var det eneste Slipknotmedlem, der ikke er født i Iowa. Han blev født i Los Angeles, men hans familie flyttede senere til Iowa.
Udover Slipknot spillede han også i et band ved navn F.O.R.. Han var venstrehåndet, når han spillede.
Paul var fan af Fear Factory siden 1992, hvor deres første album, Soul of a New Machine, udkom.

## Tatoveringer
- Venstre underarm: Tribal s.
- Højre underarm: Taget fra et cover af bladet "Sound of Death".
- Læg: Klovn med en kniv.
- Læg: Slipknot logo.
- Højre hånd:
  - (lillefinger) Hjerte,
  - (ringfinger) B
  - (langefinger) R
  - (pegefinger) E
- Venstre hånd:
  - (pegefinger) N
  - (langfinger) N
  - (ringfinger) A
  - (lillefinger) hjerte

[Paul Gray's kone hedder Brenna]

## Dødsfald
Paul Gray blev fundet død den 24. maj 2010 i et værelse på hotellet Town Plaza i Urbandale, Iowa. Han havde ved et uheld overmedicineret sig selv med en dosis smertestillende medicin, nærmere betegnet morfin og fentanyl. Paul blev 38 år. Han efterlod sig sin kone Brenna, som også var gravid med parrets første barn på dødstidspunktet. Samme dag holdt medlemmerne fra bandet en pressekonference for Paul Gray. Alle medlemmerne var uden masker, og Pauls bror og kone deltog i konferencen.

## Maske
Paul har tidligere brugt en grisemaske af latex på scenen, men brugte i den sidste tid en sort maske med stålpinde foran munden.